# Flugnavigationsfunkdienst über Satelliten

Bewegung der Weltraumfunkstellen NAVSTAR GPS

Der Flugnavigationsfunkdienst über Satelliten (englisch aeronautical radionavigation-satellite service) ist gemäß Definition der Internationalen Fernmeldeunion (ITU) in der VO Funk ein Navigationsfunkdienst über Satelliten, bei dem die Erdfunkstelle sich an Bord von Luftfahrzeugen befindet.
Dieser Funkdienst ist ein sicherheitsrelevanter- oder Safety-of-Life Service, ist zwingend vor Störungen zu schützen und wichtiger Bestandteil der Flugnavigation.

## Dienste
Die VO Funk kategorisiert diesen Funkdienst wie folgt:
- Navigationsfunkdienst (Artikel 1.42)
  - Navigationsfunkdienst über Satelliten (Artikel 1.43)
  - Seenavigationsfunkdienst (Artikel 1.44)
    - Seenavigationsfunkdienst über Satelliten (Artikel 1.45)

  - Flugnavigationsfunkdienst (Artikel 1.46)
    - Flugnavigationsfunkdienst über Satelliten (Artikel 1.47)

## Funkstellen
Der Flugnavigationsdienst über Satelliten unterscheidet grundsätzlich:
- Erdfunkstellen (ErdFuSt)
- Weltraumfunkstellen (WrFuSt)

Funkstellen des Flugnavigationsfunkdienstes über Satelliten:

Galileo-Satelliten (Europäische Union)
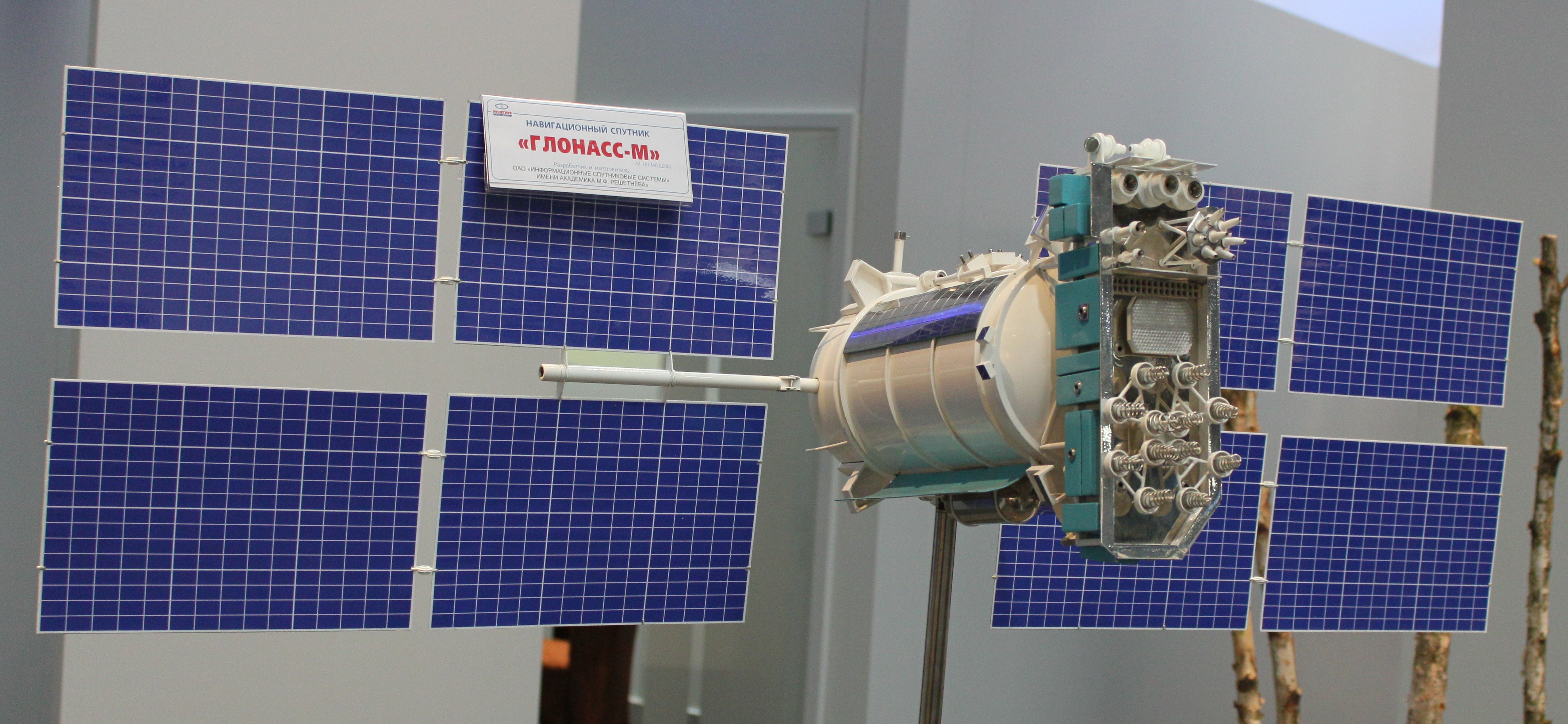
GLONASS-Satellit zweite Generation (Russische Föderation)